# Второй дом Лакиеров (Таганрог)
Второй дом Лакиеров — памятник истории и архитектуры, который располагается по улице Греческой, 44.

## История
В начале и середине XIX века два дома — №42 и №44, построенные в кирпичном стиле, были в собственности Ивана Андреевича Варваци, потом принадлежали его наследникам. В 1906-1910 году дом под номером 44 был в собственности Александры Попудовой и Елены Ликиер.
С этим домовладением связана жизнь нескольких таганрогских семей.
В 1836 году Варваци обвенчался с дочерью титулярного советника Софией Дмитриевной Алфераки. В их семье были дочери Александра и Елена. Александра вышла замуж за придворного греческого короля Попудова, а Елена стала супругой Александра Борисовича Лакиера — автора «Русской геральдики». Эта книга была издана в 1854 году. Автор был удостоен Демидовской премии.
Александр Лакиер умер в 1870 году, а его жена Елена — в 1915 году. В браке Александра и Елены Лакиеров было пять детей: сыновья Марк, Иван, и дочери София, Александра и Елена (по другой версии — Мария).
В 1892 году в этом доме размещалась пошивочная мастерская И. Ю. Фивич. В годы советской власти здесь находился детский сад «Тополек». В настоящее время здание занимает прокуратура.

## Описание
Здание по Греческой улице, 44 оформлено более скромно, чем Дом Лакиеров под номером 42. Архитектурная композиция этого здания симметрична, её классический стиль нарушается криволинейными деталями аттика над карнизом. Дом имеет низкий первый этаж, четырехскатную крышу, межэтажный карниз, восемь окон по фасаду. Архитектурное оформление фасада состоит из сплошной подоконной 1-го этажа, межэтажной тяги, венчающего карниза и рустованных угловых лопаток. Прямоугольные оконные проемы без обрамления.
Здание относится к объектам культурного наследия регионального значения согласно Решению № 301 от 18.11.92 года.